# ジャック・ヴェルジェス
ジャック・ヴェルジェス（Jacques Vergès,フランス語発音: [ʒak vɛʁʒɛs]、1925年3月5日か1924年4月20日 - 2013年8月15日）は、フランス系ベトナム人の弁護士で、反植民地活動家。ヴェルジェスは、第二次世界大戦中にシャルル・ド・ゴールの自由フランス軍のもと、フランスのレジスタンス組織において戦闘員となった。弁護士になった後、アルジェリア独立戦争中のFLN民兵への弁護活動でよく知られるようになった。その後、彼は議論を呼んだり耳目を集めるような法的訴訟に数多くかかわるようになった。それはテロリスト、連続殺人、人道に対する罪、そして戦争犯罪としての容疑がかかっている被告人といったものであった。これには「リヨンの虐殺者」と呼ばれているナチス親衛隊大尉クラウス・バルビーの1987年の刑事訴追、極左系テロリストのカルロス・ザ・ジャッカルの1994年の刑事訴追、元クメールルージュの国家元首キュー・サムファンの2008年の刑事訴訟が含まれる。また、悪名高いホロコースト否認論者ロジェ・ガロディを1998年に弁護しているほか、ドイツ赤軍のメンバーの弁護も請け負った。そういったクライアントと関わった結果として、彼は一般大衆からの非難を多く浴び続けることになった。その非難側には知識人であるベルナール＝アンリ・レヴィとアラン・フィンケルクロート、 政治活動家ジェリー・ゲーブル、ナチハンターのセルジュ・クラルスフェルトがいる。
ヴェルジェスは1950年代に、法廷の場を、フランスのアルジェリアにおける植民地支配に反対する意見を表明し、訴追の正統性に疑問を示し、手続きにおいて混乱を引き起こす、「切断による弁護」として彼の著書「司法戦略について」で紹介されている方法を実践する場として利用したことで広く公の注目を引くようになった。
1960年には活動を問題視され収監され、一時的に公式な司法実務の免許を失った。彼は1960年代にはパレスチナのフィダーイーの支援者となった。1970年から1978年には行方がわからなくなった。この間の動向について彼は説明をしなかった。
反帝国主義者であることを公言し、2000年代には遠慮のない政治活動をつづけ、対テロ戦争にも反対した。
彼の活動は「悪魔の代弁者」とメディアにセンセーショナルな報じられ方をし、ヴェルジェス自身も「素晴らしきくそったれ」と名付けた自叙伝を出版したり、インタビューにおいて「ブッシュからでも依頼を引き受けるよ、でもそれは彼が自分の有罪を認めるならな。」といった挑発的な返答をすることで、そういった「悪名高い」パブリックイメージの形成に貢献した。

## 生涯
行政記録上は1925年3月5日に、レユニオン出身のフランス人医師レイモン、ベトナム人の教師ファム・ティ・カンの間にシャムのウボンラーチャターニーで双子の兄弟ポールとともに生まれたことになっている。ただし、ヴェルジェスの伝記著者ベルナール・ヴィオレの主張によればこの記録は疑わしく、レイモンが前妻ジャンヌ＝マリー（1923年死去）との婚姻期間中にファムと不倫して妊娠させた末に1924年4月にラオスで生まれた子がジャックであり、レイモンがファムとの関係をごまかすために、シャムへの移住後に兼任したフランス領事の権限を悪用して出生記録を偽造したとされる。ジャックはこのことを訊かれることを嫌がるが、暗に事実と認めるような返答をしている。その後レユニオン島で育てられた。 
1942年、彼の父の勧めにより、彼はリバプールに移動しシャルル・ド・ゴール率いる自由フランス軍に入営し、反ナチスのレジスタンス活動に参加した。 彼はイタリア、フランス、ドイツでの戦いに従軍した。
第二次世界大戦が終わり、彼はパリ大学に入学し、人文学部（fr:Faculté des lettres de Paris）に在籍して史学を専攻し、ヒンディ語とマラガシー語を学んだ。1945年、彼はフランス共産党の青年共産主義運動に参加し、父はレユニオン共産党の結成の手助けをしていた。この間、のちに東ドイツの指導者となるエーリッヒ・ホーネッカー、アンリ・アレッグ、のちのコートジボワール大統領となるフェリックス・ウフェ＝ボワニとの親交を持った。
彼はこのときカリーヌと最初の結婚もしている。双子の兄弟であるポールはレユニオン島に戻り、のちにレユニオン共産党の指導者となり、欧州議会議員にもなった。
1949年、ジャックはAEC（植民地出身学生のための連合）の代表となり、そこでポル・ポトとキュー・サムファンと親交を持った。
1950年、共産党のメンターの求めに応じ、プラハに赴き4年間現地の青年組織を指揮した。 彼はパリに戻ると法学に進み、1955年には最終試験を通過した。ヴェルジェスはその後パリ弁護士会の年次公開演説競技会で優勝した。

### アルジェリア独立運動
フランスに戻ったのち、ヴェルジェスは弁護士となり、議論の的となる事件を敢えて引き受けるという評判ですぐに有名になった。アルジェでの闘争のさなか、彼はフランス政府からテロ容疑で訴追された人物を多数弁護した。彼はアルジェリア人の武力によるフランスからの独立闘争を支持しており、その闘争を1940年代のナチス・ドイツの占領に対するフランス人の武装レジスタンスになぞらえた。ヴェルジェスが全国的に知られる存在となったのは、彼がテロ容疑がかかっていた反フランスのアルジェリア人ゲリラジャミラ・ブヒレドを弁護したためであった。彼女は喫茶店を爆破して店にいた11人を殺害したことで有罪となっていた。これは切断による戦略を採るようになるきっかけとなった。彼は被告人と同じ罪を犯していると訴追そのものを非難した。 
ヴェルジェスによりもたらされた世論の圧力により、彼女は死刑を宣告されていたが恩赦を受け釈放された。数年後、ブヒレドとヴェルジェスは婚約し、ヴェルジェスはイスラム教徒に改宗した。 
ヴェルジェスのアルジェリア人の弁護における成功体験を阻止するために、彼は反国家活動を行ったとして1960年に2ヶ月間収監させられ、公的に法実務に携わる資格を一時的に剥奪された。
アルジェリアが1962年に独立を宣言すると、ヴェルジェスはアルジェリアの市民権を取得し、マンスールという名前を名乗るようになった。
アルジェリア独立戦争中に、彼はFLNメンバーで後にアルジェリアの初代大統領となるアフメド・ベン・ベラ、FLNに資金提供をしていたスイスのナチス信奉者フランソワ・ジェノー、スイス人のイスラム改宗者でナチス信奉者でありジャーナリストとして戦争取材をしていたアフメト・フーバーと知り合いになった。

### イスラエルとパレスチナ人
1965年に、ヴェルジェスはイスラエルに赴き、マフムド・ヒジャジ(מחמוד חיג'אזי)の弁護の機会を窺った。ファタハのパレスチナ人メンバーで、イスラエルに越境入国しガリラヤの国家上水道の近くで小規模な爆破物を設置したテロ容疑でイスラエルの軍事法廷により死刑を宣告されていた。
イスラエル司法省長官ドヴ・ヨセフはヒジャジが外国人弁護士による弁護を受けることを禁止した。ヴェルジェスは空港到着時に拘束され、強制送還された。
ヴェルジェスはヒジャジの裁判で弁護する機会を得られなかったのにも関わらず、彼の行動は広範に知られ議論を巻き起こすことになり、その影響によりヒジャジは最終的に控訴審で減刑され死刑を回避した。（ヒジャジは1971年に捕虜交換で釈放された。）

### 消息不明期間の動向

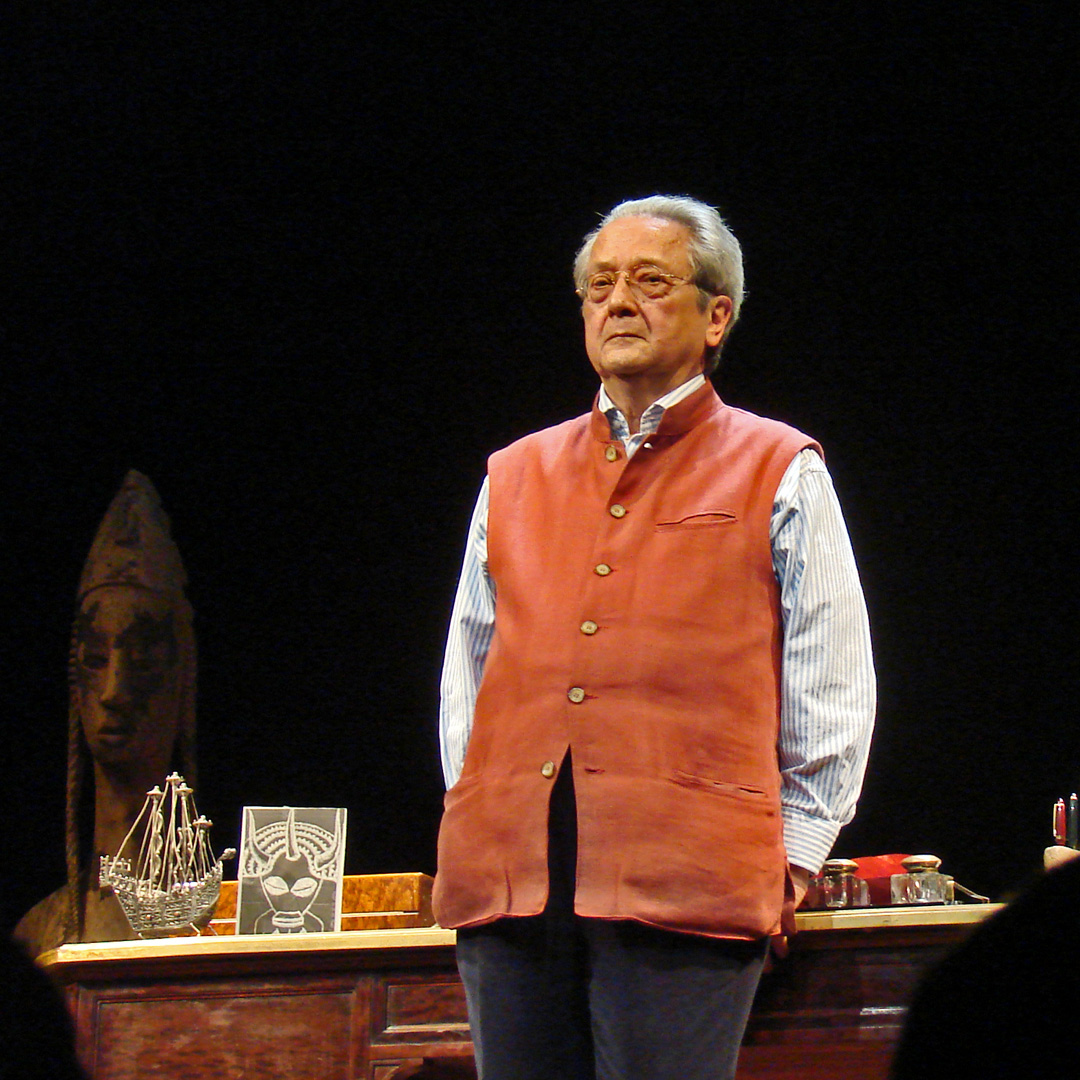
2008年、パリのマドレーヌ劇場 で自身の人生を振り返る独白公演の舞台に立つジャック・ヴェルジェス

1970年2月24日から1978年まで、ヴェルジェスは説明なく公の場から姿を消した。彼はこの間の出来事についてのコメントを拒否しており、デア・シュピーゲル誌のインタビューにおいては、「我らが現代の警察国家において、10年近く誰も私の居場所がわからなかったということはとても面白い。」としている。
 ヴェルジェスが最後に目撃されたのはパリの反植民地主義集会においてであった。彼は妻のジャミラを置いていき、友人や家族との連絡をすべて絶った。多くの人は彼は殺害されたとか、拉致されたとか、スパイになったとか、あるいは逃亡生活を送っているものと考えた。 その間の彼の動向は依然として不明である。当時親しかった人物の多くは、ヴェルジェスはカンボジアにクメールルージュと一緒にいると推測したが、その噂はクメールルージュの指導者順位の上から3人、つまりポル・ポト、ヌオン・チア、そしてイエン・サリに否定されている。 アルジェリア独立戦争で接触があったモハメド・ブーディアや古くからの共産主義者の同志であるイジー・ペリカーンの目撃証言では、ヴェルジェスがパリにいたとする。
また、アフメド・フーバーは、スイスにあるフランソワ・ジェノーの邸宅にヴェルジェスが滞在していたと主張している。さらにレバノン人弁護士のカリム・パクラドゥーニーと亡命中のアルジェリア人政治家バシール・ボマザによる主張では、アリー・ハサン・サラーマとパレスチナ民兵の一団とともにアラブ諸国を巡っていたというものもある。

## 著名な被告
ヴェルジェスが公の場に戻り、法実務を再開すると、幅広いクライアントから多種多様な事件を引き受けるようになった。学校の場でヒジャブを被る権利を要求するムスリムの子ども、非加熱血液製剤が汚染されていたことによる輸血感染でHIV/AIDSとなった夫婦、斡旋業者に未払金を請求する売春婦、そして著名な戦争犯罪者や独裁者の弁護である。
ヴェルジェスが弁護士として携わった最初の事件はフランスの公営住宅公社であるソナコトラに対するものである。彼は自身が「共謀による弁護」と表現する、伝統的な情状酌量を求める手法よりも「切断による弁護」（または切断戦略）手法を利用した。それは、被告人が場を利用して逆に自身の主張を訴え、裁判所で扱うのに適切な案件でないか裁判に法的な正当性がないとみなし、世論を味方につける手法である。

### 有名なクライアント
ソース:
- アルジェリアのFLN
- ドイツ赤軍
- アニス・ナカシュ（フランス語版、英語版） - レバノン人活動家。カルロス・ザ・ジャッカルに協力しOPEC会議襲撃を起こした。
- ベルナール・ボネ（フランス語版、英語版） - 職務に関連した破壊行為につき有罪を宣告された、第二次世界大戦後最初の地方長官。個人的に軍人を動員して砂浜の小屋に放火し、それをコルシカ独立派の仕業に見せようとした。
- ブルーノ・ブレゲ（フランス語版、英語版） - スイス人のパレスチナシンパテロリストでカルロス・ザ・ジャッカルを支援
- シャルル・ソブラジ（フランス語版、英語版） - 連続殺人犯
- フェリックス・ウフェ＝ボワニ
- ジョルジュ・イブラヒム・アブダラ（フランス語版、英語版） - レバノン人テロリスト。パリでイスラエル大使館員ヤコブ・バルシマントフ（英語版）とアメリカ陸軍軍人チャールズ・R・レイ（英語版）を殺害した。
- ニャシンベ・エヤデマ
- イドリス・デビ
- イリイチ・ラミレス・サンチェス、通称カルロス・ザ・ジャッカル
- クラウス・クロワッサン（ドイツ語版、英語版） - ドイツ赤軍の弁護士でのちシュタージのエージェント。
- マグダレーナ・コップ（ドイツ語版、英語版） - ドイツ人写真家で革命細胞メンバー。カルロス・ザ・ジャッカルの妻。
- オマール・ボンゴ・オンディンバ
- オマール・ラダッド（フランス語版、英語版） - モロッコ人の庭師。フランスで雇い主の裕福な寡婦を殺害したとして逮捕。オマールを犯人と名指しするダイイングメッセージがあったためだが、初歩的なスペルミスがあり、濡れ衣を着せられた可能性がある。モロッコとフランスの外交交渉の結果、恩赦で刑期が短縮・釈放されたが本人は冤罪と再審を訴え続けている。
- ポール・バリル（フランス語版） - 元国家憲兵隊大尉。ミッテラン政権下で非合法の秘密警察としてジャーナリストなどへの盗聴活動（フランス語版）に関与したと疑われている。
- ロジェ・ガロディ
- Siné（フランス語版、英語版） - フランス人風刺画家で本名はモーリス・シネ（Maurice Sinet）。1960年前後のFLN活動で共闘した。[注 4]
- スロボダン・ミロシェビッチ (法律顧問)
- タリク・アジズ

#### クラウス・バルビー

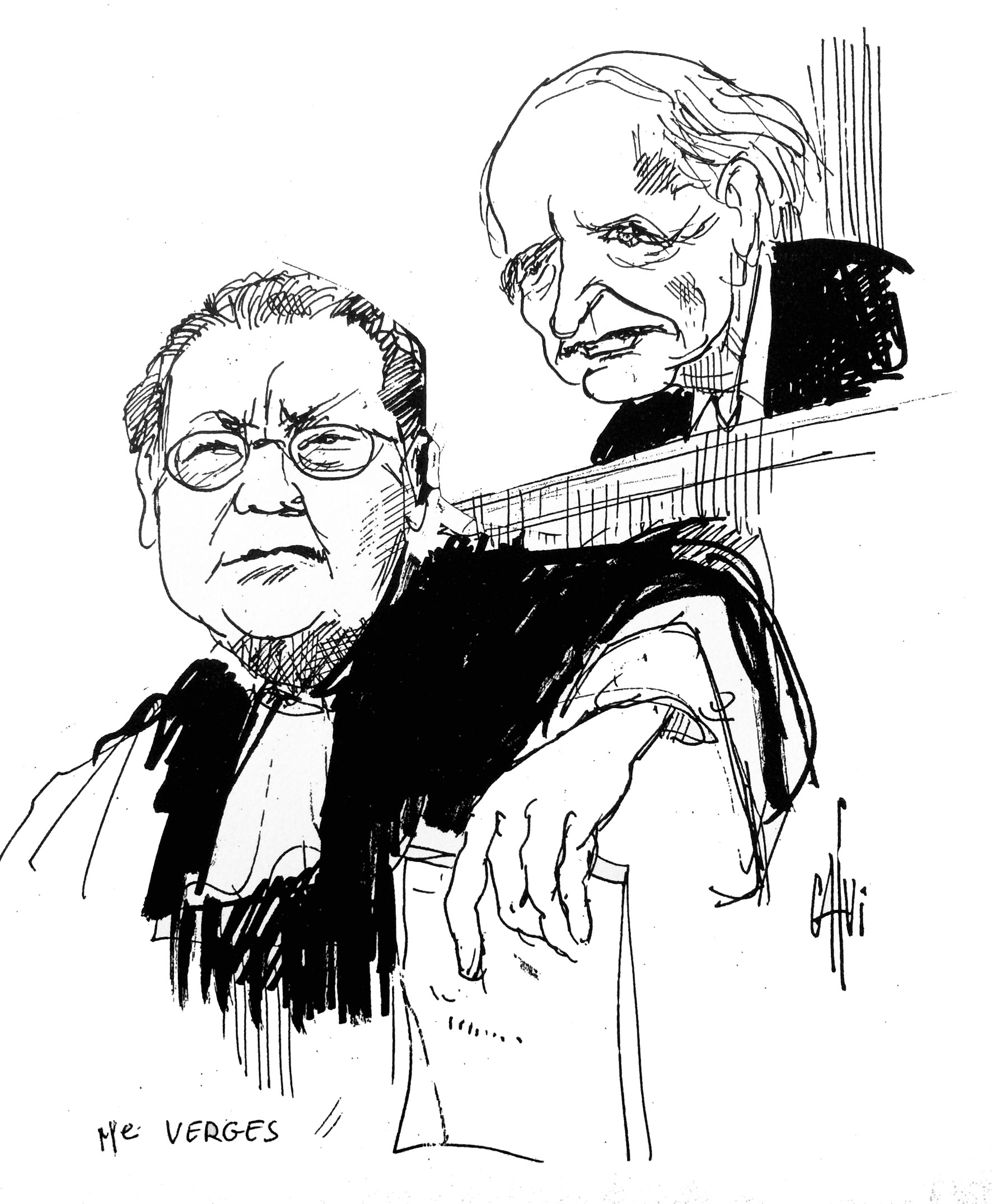
Calviにより描かれた、裁判中のヴェルジェスとクラウス・バルビーのカリカチュア

この案件での弁護において、フランスという国が人道に対する犯罪に分類される他の事件を都合よく無視して、バルビーを訴追し見せしめにしていると強調した。ヴェルジェスはお前だって論法による弁護を試みた。裁判官に「人道に対する罪というものが、ユダヤ人に対するナチスのそれだけに適用されるのか、それとも、より深刻な犯罪…独立闘争をする人々への帝国主義者の犯罪にも適用されるのか？」と問い、続けて、1962年にド・ゴールによる恩赦で訴追を受けずに済んだとヴェルジェスが記録している、「アルジェリアにいた、あるフランス軍将校たち」が行ったことが犯罪でないなら、被告人がレジスタンスに対して行ったことも犯罪ではないと主張した。 より具体的に、フランスという国にはバルビーを有罪にする権利がない、なぜなら、戦争英雄として称えられているジャック・マシュ将軍をはじめとするフランス軍人がFLNとの戦いの中で拷問と裁判によらない処刑に関与していた（具体的な被害者としてはモーリス・オーダン）ことが裁かれていないからだと主張した。 ヴェルジェスは法廷にて、歴史を動かすような大きな衝突はグローバル・ノースとグローバル・サウスの間の闘争であり、ベトナム戦争におけるアメリカの政策やアルジェリア戦争におけるフランスの政策がいわゆる西側諸国の「本当の顔」だと、熱弁した。 ヴェルジェスは、バルビーを有罪とすることはフランス法廷の卑劣な偽善行為である、なぜならバルビーの行動は典型的な西側の人物のそれであり、他の西側の人物がしたことと同様のことを行ったに過ぎないバルビーを罰することはできない、と断言した。
アルジェリア戦争におけるフランスの行為がバルビーのそれと変わりないという「お前だって論法」による弁護に加え、レジスタンスの英雄ジャン・ムーランが共産主義者か、ゴーリストか、あるいはその両方に裏切られたということを証明しようとし、ムーランを殺したバルビーの有責性は、バルビーにムーランを売った裏切り者よりも低いと主張することに多くの時間を費やした。ヴェルジェスは、ムーランの同志たちは「裏表のある行動を取っていて」、関係したレジスタンスは全員、「アンチゴーリストかアンチコミュニストであるかを問わず、自派を優先する政治的情熱のためにレジスタンスとしての本来の使命を忘れていた」と主張した。 あるときには、ムーランは実際は自ら望んで虐殺を受けるためにバルビーに自分自身を密告したとも主張した。 フランス法のもとで、首尾一貫した論証をする義務がある検察と違い、弁護側は被告人の弁護に際して矛盾する理屈を使うことが許されている。バルビーはすでに訴追時効を迎えているムーランへの虐待と殺人で裁判にかけられているわけでなく、1942-44年におけるリヨンからのユダヤ人連行における彼の役割が、訴追時効のない、人道に対する罪に値するかで裁判にかけられていた。具体的には、バルビーは1944年4月6日にイジューにある孤児院から44人のユダヤ人孤児を拘束して移送したことにおける役割について裁判にかけられていた。44人の子供のうち、42人がアウシュビッツで殺害されている。
ヴェルジェスはムーラン事件を、バルビーが実際に何の罪で裁判を受けているのか、ということから注意をそらす戦略の一環として利用しようとしていた。ヴェルジェスの努力は奏功せず、法廷はバルビーに人道に対する罪で有罪と評決し、終身刑を宣告した。
ドキュメンタリー映画ホテル・テルミニュス 戦犯クラウス・バルビーの生涯のレビューにて、映画評論家のデビッド・デンビーは監督のマルセル・オフュルスが、バルビーの弁護についてのヴェルジェスへのインタビュー中に「無様な」ヴェルジェスを圧迫した瞬間が映画の最高潮であるとしデンビーはそのヴェルジェスの態度を「バルビーが何かしらの犠牲者であるというフリを続けていた」と評している。バルビーの弁護に際して、アルジェリア戦争中にFLNへの支援で知り合った、スイスのナチス信奉者であるフランソワ・ジェノーから報酬を受け取っている。

#### アフリカ諸国の代理人として
1999年にヴェルジェスはトーゴ政府の代理人としてアムネスティ・インターナショナルを訴えた。 2001年にはチャドの大統領イドリス・デビ、ガボンの大統領オマール・ボンゴ、コンゴ共和国の大統領ドニ・サスヌゲソの共同代理人として、著書Noir silence（黒い沈黙）でフランサフリック諸国の国家による犯罪を非難したフランソワ＝グザヴィエ・ヴェルシャヴを、ほとんど知られていない1881年の「外国国家元首に対する人身攻撃」を禁止する法律に違反しているとして訴えた。
法務長官は、これは不敬罪と呼ばれるような罪状であると見なし、裁判所もこれに同意して人権と基本的自由の保護のための条約に反していると判断しヴェルシャヴの無罪を宣告した。

#### キュー・サムファン

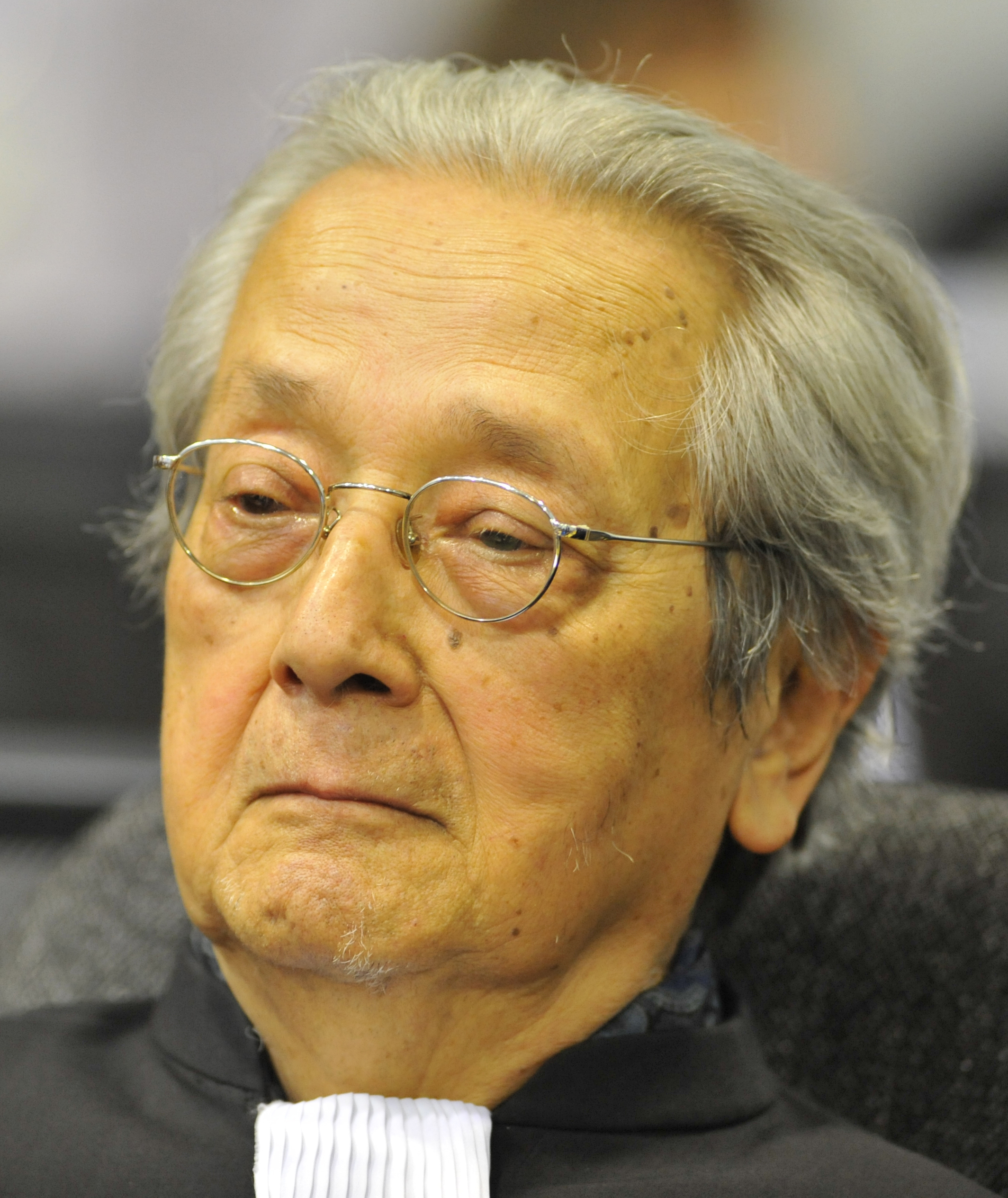
2011年のサムファンへの裁判の公判初日におけるヴェルジェス

2008年4月、かつてのクメールルージュの国家元首であり、旧友であるキュー・サムファンの弁護人としてカンボジア特別法廷に現れた。
ヴェルジェスは、サムファンがカンボジアにおける虐殺行為の存在を否認したことはないとしつつ、国家元首としての彼に直接の責任はないという弁護をした。

#### サダム・フセイン
2003年3月にアメリカ主導の連合軍がイラクに侵攻し、サダム・フセインを退場させたのち、多くのバアス党政権幹部が逮捕された。2003年の暮れに、ヴェルジェスは、弁護団を結成しようとしていたフセインの甥からの誘いに応じ、フセインの弁護に名乗り出た。しかし、フセイン一家はヴェルジェスを起用しなかった。
2008年5月、タリク・アジズはヴェルジェス、フランス系レバノン人や4人のイタリア人弁護士を含む弁護団を結成した。

## 私生活
二度結婚歴がある。最初の妻カリーヌとの間に息子がいる。クライアントであったジャミラ・ブヒレドと再婚し、2人の子供をもうけた。
エコノミスト誌によれば、「彼の初恋の相手は歴史で、いまもエトルリア語と線文字Aを解明し謎の文明の秘密を解き明かすことをときおり夢見ている。」
2002年に、彼は前のセルビア首相であったスロボダン・ミロシェビッチを「この上ない好人物」と評した。2008年1月、彼は国粋主義政党であるセルビア急進党の党首トミスラヴ・ニコリッチを個人的に支持した。

## 死去

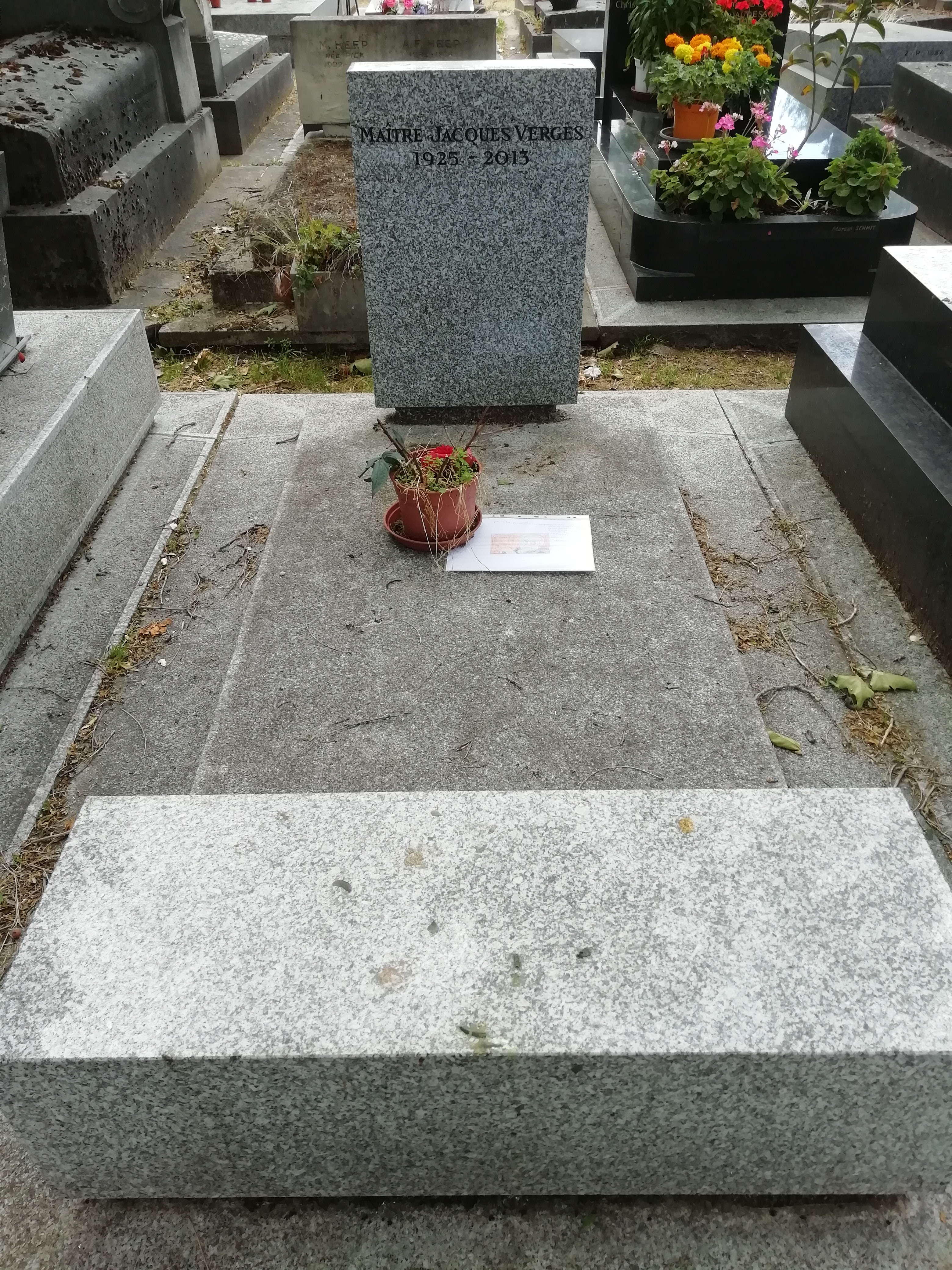
モンパルナス墓地のジャック・ヴェルジェスの墓

2013年8月15日にパリで心臓発作を起こして88歳で死去した。彼の葬儀にはローラン・デュマとデュドネ・ムバラ・ムバラが出席した。ヴェルジェスはモンパルナス墓地に葬られている。

## 映像への登場
- ヴェルジェスはマルセル・オフュルス（英語版）監督のドキュメンタリー映画ホテル・テルミニュス 戦犯クラウス・バルビーの生涯（英語版）でインタビューを受けている。
- 2010年のフランスのテレビ映画カルロス（フランス語版、英語版）ではニコラ・ブリアンソンがヴェルジェスを演じている。

### アフター・ダークでの討論
1987年、ヴェルジェスはイギリスの生放送討論番組アフター・ダークのクラウス・バルビーをテーマにした回に登場した。他の討論者は以下の通り。アメリカの弁護士でナチハンターのイーライ・ローゼンバウム（アルトゥール・ルドルフを告発）、スコットランド人ジャーナリストのニール・アシャーソン、フランスのレジスタンス闘士で作家のフィリップ・ドーディ、ドイツ系ユダヤ人として生まれ、二次大戦前に両親に連れられて亡命し現在は英国国教会司祭で社会活動家のポール・エストライヒャー、ポーランド系ユダヤ人でホロコーストサバイバーのジーナ・トゥルゲル。ホスト役はイギリスの法学教授イアン・ケネディ。
アフターダークは「10週にわたるお試し期間を終え、印象的な成功を収めつつある」と評されていた。「シリーズはテレビに、聞いて、考えて、徹底的で緻密な議論をする貴重な機会をもたらした。土曜日の朝の明け方に、リヨンの虐殺者の弁護を請け負った弁護士ジャック・ヴェルジェスは、ソファにもたれ、中身が半分ほどの淡い色合いのグラスを持ち、案件への彼の見解を説明していた。ジャーナリスト、聖職者、レジスタンス闘士、収容所からの生還者はその言い分を聞き、それぞれの見解を説明した。」ヴェルジェスは、「良識ある人々がユダヤ人の虐殺のことでまだ訴追を受けているが、それはユダヤ人が白人だからだ。そうでなければずっと前にこの犯罪はカーペットの下にでも掃いて隠されていた」とした。
ガーディアン紙は一連の出来事を次のように説明した。
『After Dark』では、弁護士ヴェルジェスを交えた討論が行われ、クラウス・バルビーの犯罪から43年が経過した今、彼を許すことは望ましいことなのか、あるいはそもそも可能なのかが議論された。ヴェルジェスはフランスによるアフリカでの犯罪や、世界各地での帝国主義的犯罪を告発しようと試みた。しかし、聖職者のポール・エストライヒャーは、この裁判の核心を明確にし、バルビーとナチ政権、そしてヴェルジェスが暴こうとした帝国主義的残虐行為の間にある本質的な違いを指摘した。それは、ナチスの邪悪さが他とは一線を画している点がある、つまり、ナチスは特定の民族全体を抹殺するための体系的なシステムと政策を築き上げたということにあるとした。
サンデータイムズ紙：
ヴェルジェスは勝ち目がないときでも議論に負けないやり方を知っている男である。しかし彼の圧倒的な平静さが崩れかかった瞬間があった。若いアメリカ人弁護士（イーライ・ローゼンバウム）が特別にイギリスまで飛んできたのは、ヴェルジェスが反ユダヤ主義者であり、右翼との関係性があり、普遍的な倫理観が欠如していることを証拠付きでヴェルジェスにつきつけに来たと表明したときであった。きわめて劇的な瞬間であったが、憤慨したアメリカ人が最初に姿勢を乱した。「冷静さを失いつつあるね。」老練の弁護士が彼を諭した。「腕のいい弁護士ならこんなやり方で勝とうとしない。」試合は終わり、ヴェルジェスが勝利した。
en:Jewish Telegraphic Agency紙：
ローゼンバウムはここ30年ヴェルジェスが弁護を担当した事件の多くに反シオニズム、反イスラエル的要素があるのはなぜなのかと尋ねて、ヴェルジェスを憤慨させた。ローゼンバウムはシャム生まれの弁護士と裕福なスイスのネオナチの怪しい関係性についても問いただした。ヴェルジェスは質問に直接答えず、ローゼンバウムのユダヤ人との関係に意見を述べた。別のパネリストであった、アウシュビッツからの生還者ジーナ・トゥルゲルは、ヴェルジェスの意見には反ユダヤ主義の匂いがしたと述べた。

## ヴェルジェス一族
ヴェルジェス一族はレユニオン島で有力な政治家、学者一族である。レイモンは医師でのちに国会議員となった。レイモンの子のうち、ジャックは弁護士、ポールはレユニオン島共産党を創設、国会議員、欧州議会議員となった。ポールの娘フランソワーズは政治学者・歴史家で、2004年に「奴隷制の記憶と歴史のための委員会」の委員、のち委員長（2009年-2013年）となった。ポールの息子ローレンはポールの地盤を継いで国会議員になったが直後に自動車事故で急逝したため、ポールが復帰している。もう一人の息子ピエールはレユニオン島の地方議員やル・ポール市長を務めた。
1946年5月25日、父レイモンの対立候補として人民共和派から議会選挙に出馬していたアレクシス・ド・ヴィルヌーヴが、レユニオン島サン＝ドニの教会前での選挙集会における共産主義者とゴーリストの乱闘のさなかに射殺された。使われた銃器はレイモンの名前で登録されていた。この一件ではポールその他二人が逮捕されたが、レイモンの尽力によりフランス本土での裁判となったうえ、罪状が過失致死とされ執行猶予付の懲役5年の宣告となり、1953年の恩赦法により恩赦となった。噂ではポールはジャックの身代わりとなったとされた。

## 関連書籍

### ヴェルジェス自身の著書
ヴェルジェスはフランス語で多数の書籍を単著・共著で出版しているが、他言語に翻訳されているものはほとんどない。この項目では本記事中に言及がある書籍のみを列挙する。
- Pour Djamila Bouhired, with Georges Arnaud, Éditions de Minuit, 1957.
ジャミラ・ブヒレドのために、ジョルジュ・アルノーとの共著、深夜叢書社、1957年[5]
- De la stratégie judiciaire, Éditions de Minuit, Paris, coll. « Documents », 1968.
司法戦略について、深夜叢書社、1968年[5]
- Le Salaud lumineux, Michel Lafon, 1 January 1990
（参考訳：素晴らしきくそったれ、ミシェル・ラフォン出版、1990年）
- La Démocratie à visage obscène : le vrai catéchisme de George W. Bush, La Table ronde, 2004
（参考訳：いやらしい顔をした民主主義：ジョージ・W・ブッシュの真のカテキズム、テーブルロンド出版、2004年）

### ヴェルジェスに言及した書籍・論文
- 西迫大祐「ジャック・ヴェルジェスの司法戦略について」『法律論叢』第90巻第6号、明治大学法律研究所、2018年2月1日、213–229頁、CRID 1050576059525361792。

## フィルモグラフィ
- 恐怖の弁護士（英語版）[5] 2007年のヴェルジェスに関する、バーベット・シュローダー監督によるドキュメンタリー映画。